# Filmen om Langebro
Filmen om Langebro er en dansk dokumentarfilm fra 1957 instrueret af William Borberg.

## Handling
Skildring af Langebros historie og byggeriet af den nuværende bro. Arbejdet var i det store og hele afsluttet i 1954, og broen blev officielt indviet den 27. juni samme år. Filmen fremstår delvist uredigeret.